# Oliver Baldwin, Bá tước Baldwin thứ 2 xứ Bewdley
Oliver Ridsdale Baldwin, Bá tước Baldwin thứ 2 xứ Bewdley (1 tháng 3 năm 1899 – 10 tháng 8 năm 1958), được biết đến với cái tên Viscount Corvedale từ năm 1937 đến 1947, là một chính khách xã hội chủ nghĩa người Anh, người có sự nghiệp chính trị với cha mình, thủ tướng đảng Bảo thủ Stanley Baldwin.
Được giáo dục tại Eton, nơi mà ông ghét, Baldwin đã rời đi ngay khi có thể. Sau khi phục vụ trong quân đội trong Thế chiến thứ nhất, ông đảm nhận nhiều công việc khác nhau, bao gồm một cuộc hẹn ngắn với tư cách là một sĩ quan trong quân đội Armenia, và viết báo và sách về một loạt các chủ đề. Ông đã phục vụ hai nhiệm kỳ với tư cách là nghị sĩ Quốc hội Công Đảng từ năm 1929 đến 1947.
Baldwin không bao giờ đạt được văn phòng bộ trưởng ở Anh. Chức vụ cuối cùng của ông là Thống đốc Quần đảo Leeward, từ năm 1948 đến 1950.

## Đời tư
Năm 1922 ông đính hôn với Dorothea ("Doreen") Arbuthnot trong thời gian ngắn, con gái của một đồng minh chính trị của cha ông. Tuy nhiên, đối mặt với sự thật rằng ông là người đồng tính, Baldwin cắt đứt hôn ước và giải quyết với John "Johnnie" Parke Boyle (30 tháng 7 năm 1893 - 24 tháng 2 năm 1969), con trai của Thiếu tá Charles Boyle, tại Great Milton, Oxfordshire.
Được mô tả trong The New Statesman là "một chàng trai quyến rũ không biết làm sao", Boyle hơn Baldwin sáu tuổi, trở thành người bạn đời của ông. Boyle và Baldwin cùng nhau xây dựng nhà trong một trang trại ở Oxfordshire thuộc sở hữu của anh rể Boyle, Lord Macclesfield, và sống trong điều mà nhà viết tiểu sử Christopher J Walker mô tả là "chủ nghĩa xã hội đồng tính luyến ái, hiền lành, thân thiện, yêu động vật, nguyên thủy". Mặc dù cả hai phải cẩn thận và giao tiếp bằng mật mã, nhưng họ tuyển dụng nhân viên nam đẹp trai và tổ chức các bữa tiệc cuối tuần với sự tham dự của những người bạn đã được kiểm tra kỹ thuật như Harold Nicolson và Beverley Nichols.
Gia đình Baldwin dường như đã chấp nhận tình hình, ngoại trừ người anh em họ đầu tiên của cha ông, Rudyard Kipling, người mà Baldwin từng thân thiết, nhưng họ cắt đứt mọi liên lạc khi nghe về "tính thú tính" của Baldwin. Baldwin Snr, mặc dù có lẽ không phải là bà Baldwin, nhưng có lẽ công nhận Baldwin và Boyle là một cặp. Bất thường trong giai đoạn này, cả cha và mẹ đều chấp nhận vị trí của Boyle trong cuộc đời Baldwin. Các lá thư của Baldwin cho Boyle được gửi đến "My Dear Johnny", một dấu hiệu của sự ưu ái, trong khi Boyle chiến thắng bà Baldwin bằng cách cho bà thấy "trên thực tế, sự chú ý của một người con rể tốt." Trong thời gian Baldwin Snr tại vị, hai người lớn tuổi thỉnh thoảng sẽ đi từ nơi ẩn náu tại Chequers để thăm con trai và bạn đời của ông tại trang trại Oxfordshire của họ.